# تريزا وليامز
تريزا وليامز (بالإنجليزية: Theresa Williams)‏ (1956)؛ كاتِبة وروائية أمريكية.